# Zrnovci
Zrnovci az azonos nevű község székhelye Észak-Macedóniában.

## Népesség
Zrnovcinak 2002-ben 2221 lakosa volt, melyből 2217 macedón, 2 szerb és 2 egyéb nemzetiségű.
Zrnovci községnek 2002-ben 3264 lakosa volt, melyből 3247 macedón és 17 egyéb nemzetiségű.

## A községhez tartozó települések
- Zrnovci
- Vidoviste
- Morodvisz